# Distretto di Töle Bi
Il distretto di Töle Bi (in kazako: Төле би ауданы) è un distretto (audan) del Kazakistan con capoluogo Lenger.